# Hayastani Ankaxowt'yan Gavat' 2005
La Hayastani Ankaxowt'yan Gavat' 2005 (conosciuta anche come Coppa dell'Indipendenza) è stata la 14ª edizione della Coppa nazionale armena. Il torneo è iniziato l'8 marzo con il turno preliminare e si è concluso il 9 maggio 2005. Il Mika Ashtarak ha vinto la coppa per la quarta volta battendo in finale il Kilikia Erevan.

## Ottavi di finale
Gli incontri di andata si disputarono il 14 e 15 mentre quelli di ritorno il 19 e 20 marzo 2005.
| Squadra 1                 | Totale | Squadra 2           | Andata | Ritorno |
| ------------------------- | ------ | ------------------- | ------ | ------- |
| Mika-2 Ashtarak           | 1 - 5  | Pyunik Erevan       | 0 - 2  | 1 - 3   |
| Araks Ararat              | 1 - 4  | Kilikia Erevan      | 0 - 3  | 1 - 1   |
| Gandzasar Kapan           | 2 - 4  | Shirak Giumri       | 2 - 2  | 0 - 2   |
| FA Abovian                | 0 - 24 | Banants             | 0 - 9  | 0 - 15  |
| Esteghlal-Kotayk-2 Erevan | 0 - 7  | Dinamo-Zenit Erevan | 0 - 5  | 0 - 2   |
| Banants-2 Erevan          | 1 - 4  | Ararat Erevan       | 1 - 3  | 0 - 1   |
| Mika Ashtarak             | 2 - 1  | Erevan United       | 2 - 0  | 0 - 1   |
| Esteghlal-Kotayk Erevan   | 5 - 1  | Pyunik-2 Erevan     | 3 - 0  | 2 - 1   |

## Quarti di finale
Gli incontri di andata si disputarono il 3 e 4 mentre quelli di ritorno il 7 e 8 aprile 2005.
| Squadra 1               | Totale | Squadra 2     | Andata | Ritorno |
| ----------------------- | ------ | ------------- | ------ | ------- |
| Shirak Giumri           | 2 - 6  | Banants       | 2 - 5  | 0 - 1   |
| Dinamo-Zenit Erevan     | 0 - 2  | Mika Ashtarak | 0 - 1  | 0 - 1   |
| Esteghlal-Kotayk Erevan | 2 - 1  | Ararat Erevan | 1 - 1  | 1 - 0   |
| Kilikia Erevan          | 1 - 0  | Pyunik Erevan | 1 - 0  | 0 - 0   |

## Semifinale
Gli incontri di andata si disputarono il 22 mentre quelli di ritorno tra il 26 e il 28 aprile 2005.
| Squadra 1               | Totale | Squadra 2      | Andata | Ritorno |
| ----------------------- | ------ | -------------- | ------ | ------- |
| Banants                 | 4 - 4  | Kilikia Erevan | 2 - 3  | 2 - 1   |
| Esteghlal-Kotayk Erevan | 2 - 3  | Mika Ashtarak  | 2 - 1  | 0 - 2   |

## Finale
La finale si svolse il 9 maggio 2005.
| Erevan 9 maggio 2005                                                  | Kilikia Erevan | 0 – 2                               | Mika Ashtarak | Hanrapetakan Stadium (6.000 spett.) |
| \| \| \| \| \| \| Marcatori \| 52’ Karen Zakarian 77’ Yuri Magdiev \| |                |                                     |               |                                     |
|                                                                       |                |                                     |               |                                     |
|                                                                       | Marcatori      | 52’ Karen Zakarian 77’ Yuri Magdiev |               |                                     |